# Dryasul Recent

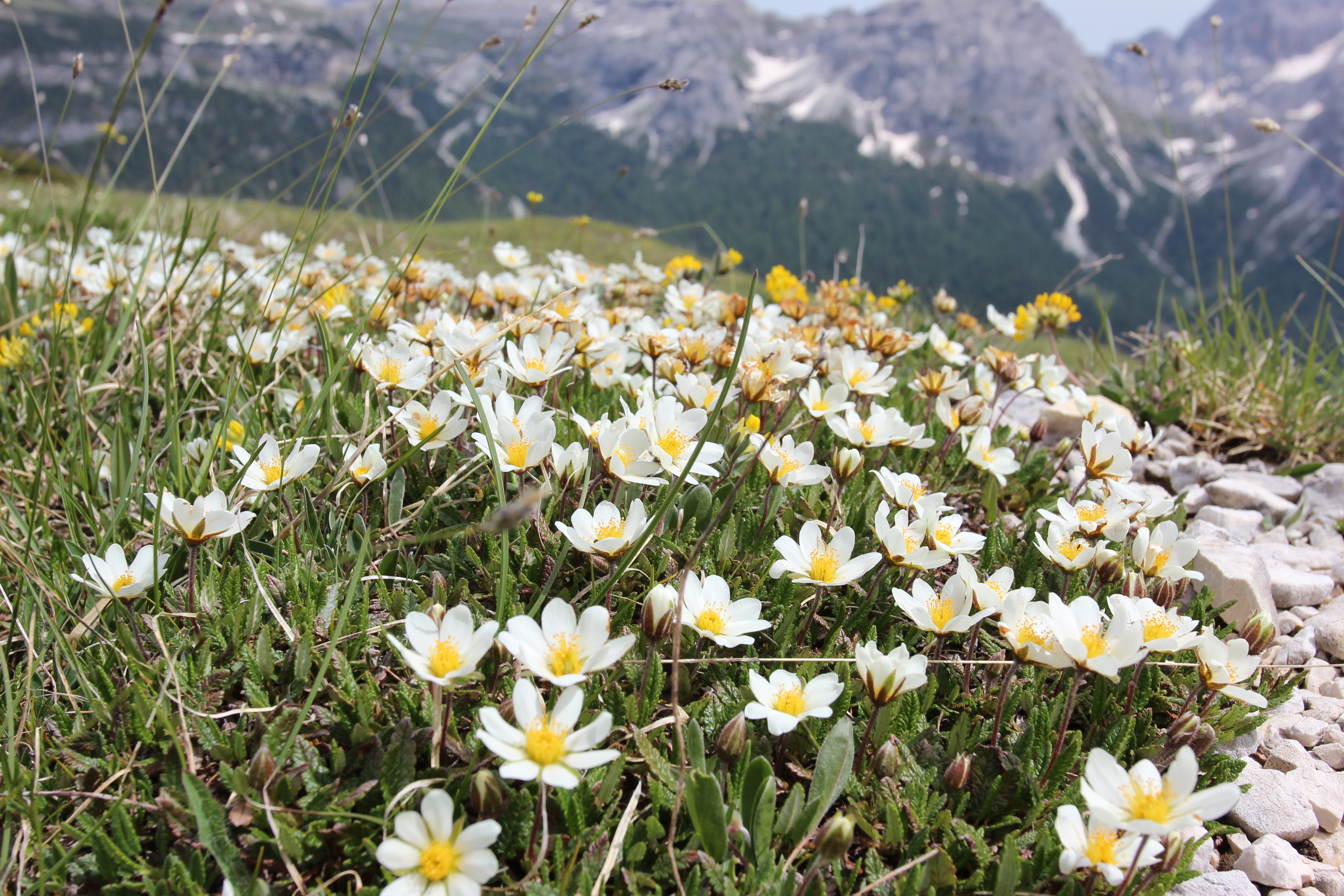
Argințica (Dryas octopetala) este un indicator biologic al acestei perioade.

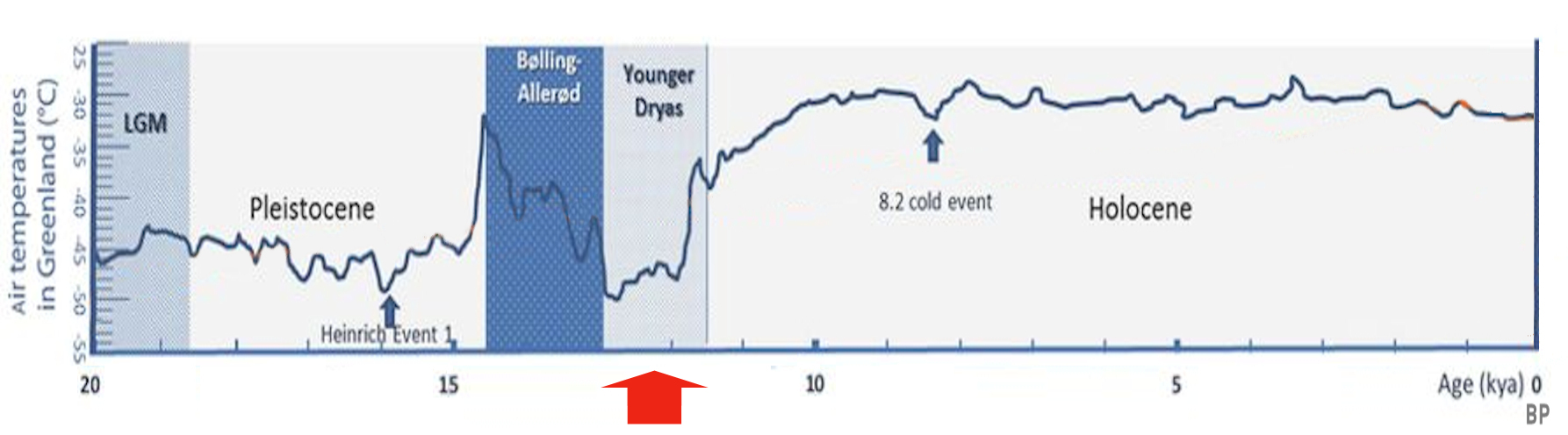
Evoluția temperaturilor după Ultimul Maxim Glaciar, înregistrând temperaturi foarte scăzute în cea mai mare parte a Dryasului Recent, care cresc apoi rapid până ajung la nivelul holocenului cald, bazată pe carotele de gheață din Groenlanda.

Dryasul Recent, care a avut loc între anii 12.900 și 11.700 înainte de prezent, a fost o întoarcere la condițiile glaciare care a inversat temporar încălzirea climatică graduală de după Ultimul Maxim glaciar (27.000–20.000 înainte de prezent). Dryasul Recent a fost ultima etapă a epocii pleistocenului, care a durat din 2.580.000 până în 11.700 î.p. și a precedat epoca actuală, mai caldă, a holocenului. Dryasul Recent a fost cea mai severă și cea mai lungă pauză în încălzirea climei Pământului și a fost precedată de Interstadialul Glaciar Târziu (numit și interstadialul Bølling-Allerød), un interval de căldură relativă care a durat din 14.670 până în 12.900.
Schimbarea a fost relativ bruscă, a avut loc în curs de decenii și a dus la o scădere a temperaturilor în Groenlanda cu 4-10 °C, și avansul ghețarilor și condiții mai uscate în marea parte a emisferii nordice temperate. Au fost prezentate o serie de teorii cu privire la cauza sa, iar ipoteza susținută istoricește de cei mai mulți oameni de știință este că circulația în Atlantic, care transportă apă caldă de la Ecuator spre Polul Nord, a fost întreruptă de un aflux de apă dulce și rece din America de Nord în Atlantic. Cu toate acestea, există mai multe probleme cu această ipoteză, dintre care una este lipsa unei rute geomorfologice clare pentru apa de topire. De fapt, crestorul ipotezei apei de topire, Wallace Broecker, a declarat în 2010 că „scenariul de lungă durată conform căruia Dryasul Recent a fost o situație anormală declanșată de un potop de apă stocat în lacul proglaciar Agassiz a căzut din favoare din cauza lipsei unor urme geomorfoligice clare la momentul și locul corect în landșaft”. Un declanșator vulcanic a fost propus mai recent, și prezența unor niveluri anormal de ridicate de vulcanism imediat premergătoare începutului Dryasului Recent a fost confirmată atât în carotele de gheață, cât și în depunerile în peșteri.
Dryasul Recent nu a afectat clima la nivel mondial în mod uniform, însă temperaturile medii la nivel global s-au schimbat drastic. De exemplu, în emisfera sudică și în unele zone ale emisferei nordice, cum ar fi sud-estul Americii de Nord, a avut loc o ușoară încălzire.
Dryasul Recent este numit după un gen indicator, planta de tundră alpină Dryas octopetala, deoarece frunzele sale sunt uneori abundente în sedimentele glaciare târzii, adesea bogate în minerogene, cum ar fi sedimentele lacustre din Scandinavia.